# Plectrogenium
Plectrogenium Gilbert, 1905 è un genere di pesci ossei marini. Si tratta dell'unico genere appartenente alla famiglia Plectrogenidae (ordine Scorpaeniformes).

## Distribuzione e habitat
Le due specie del genere sono diffuse una nell'Oceano Pacifico sudorientale e l'altra nelle acque profonde dell'Indo-Pacifico.
Fanno vita bentonica a medie profondità nei piani circalitorale e batiale.

## Descrizione
Sono pesci di taglia molto piccola, non superiore a pochi centimetri. La testa è ornata da creste ossee ed escrescenze spiniformi. Il corpo è compresso lateralmente. Possiedono ghiandole velenifere nei raggi spiniformi delle pinne dorsale, anale e ventrali.

## Biologia
Pressoché ignota.

## Specie
- Plectrogenium barsukovi
- Plectrogenium nanum[2]